# Kina - Midt i en vandmelontid
Kina - Midt i en vandmelontid er en dansk dokumentarfilm fra 1987, der er instrueret af Lars Bjørndal.

## Handling
Hvor er forårsrullen? Er Kina blevet tilgængeligt for den rejsende? I 1984 skrev en fyr til en avis: 'I Kina er kun de mindre byer lukkede - risbonden ser man kun fra togvinduet'. Kunne det være rigtigt - stadigvæk? Med den transsibiriske jernbane blev en Kina-rejse til. En rejse for at opleve landsbyen - opleve en forårsrulle, der ikke lugtede af den lokale grill.